# Aeródromo de Ciudad Constitución
Aeródromo de Ciudad Constitución (OACI: SPCC) es un aeródromo que sirve a Ciudad Constitución en la región Pasco, Perú. Se encuentra a una altitud de 250 m. La pista tiene 900 metros de largo con una superficie de grava arcillosa. Es para el uso tránsito de aeronaves pequeñas. El aeródromo es administrado por Municipalidad Distrital de Puerto Bermúdez.